# Sisyrinchium tolucense
Sisyrinchium tolucense är en irisväxtart som beskrevs av Johann Joseph Peyritsch. Sisyrinchium tolucense ingår i släktet gräsliljor, och familjen irisväxter. Inga underarter finns listade i Catalogue of Life.